# Stoutsville (Misuri)
Stoutsville es una villa ubicada en el condado de Monroe en el estado estadounidense de Misuri. En el Censo de 2010 tenía una población de 36 habitantes y una densidad poblacional de 16,91 personas por km².

## Geografía
Stoutsville se encuentra ubicada en las coordenadas 39°32′53″N 91°51′29″O / 39.54806, -91.85806. Según la Oficina del Censo de los Estados Unidos, Stoutsville tiene una superficie total de 2.13 km², de la cual 2.11 km² corresponden a tierra firme y (1.09%) 0.02 km² es agua.

## Demografía
Según el censo de 2010, había 36 personas residiendo en Stoutsville. La densidad de población era de 16,91 hab./km². De los 36 habitantes, Stoutsville estaba compuesto por el 94.44% blancos, el 0% eran afroamericanos, el 0% eran amerindios, el 0% eran asiáticos, el 0% eran isleños del Pacífico, el 0% eran de otras razas y el 5.56% pertenecían a dos o más razas. Del total de la población el 2.78% eran hispanos o latinos de cualquier raza.